# Dinxperlo
Dinxperlo è una località dei Paesi Bassi situata nella municipalità di Aalten, nella provincia della Gheldria.
Nel gennaio 2005 il comune autonomo è stato accorpato al comune di Aalten.
Il nome del paese deriva probabilmente da dingspel (corte di giustizia o di zona) e loo (legno).
Si trova a ridosso del confine con la Germania ed è direttamente adiacente al villaggio di Suderwick che amministrativamente appartiene alla città tedesca di Bocholt nel land della Renania Settentrionale-Vestfalia.